# Abadia de Goiás
Abadia de Goiás (deutsch: Abtei von Goiás, amtlich: Município de Abadia de Goiás) ist eine Gemeinde (município) im brasilianischen Bundesstaat Goiás. Die Bevölkerungszahl wurde zum 1. Juli 2019 auf 8773 Einwohner geschätzt, die auf einer Gemeindefläche von rund 147,3 km² leben und  Abadienser genannt werden. Sie gehört zur Metropolregion Goiânia, von dessen Zentrum Goiânia sie 27 km entfernt ist. 2016 lag das Bruttoinlandsprodukt der Gemeinde bei rund R$ 166,4 Millionen (R$ 20.665 pro Kopf).

## Geschichte
Etwa 1 km von diesem Ort ereignete sich 1987 der Goiânia-Unfall, bei dem radioaktives Cäsium freigesetzt wurde.